# Little Scioto River (Ohio River)
Der Little Scioto River ist ein 66 km langer rechter Nebenfluss des Ohio River im südlichen US-Bundesstaat Ohio. Er entwässert ein Gebiet von 603 km² und gehört zum Flusssystem des Mississippi River. Der Abfluss erfolgt über den Ohio River und Mississippi River in den Golf von Mexiko.
Der Little Scioto River entspringt rund 7 Kilometer nordöstlich der Ortschaft Beaver im westlichen Jackson County. Danach fließt er in generell südsüdwestlicher Richtung durch die Countys Jackson und Scioto und mündet im Osten der Stadt Sciotoville in den Ohio River. Seine wichtigsten Nebenflüsse sind der 22 km lange Rocky Fork Little Scioto River, der 14 km lange Sugarcamp Creek und der 13 km lange Holland Fork. Der United States Board on Geographic Names legte 1913 den Namen des Flusses mit Little Scioto River fest. Im Verlauf seiner Geschichte hieß er auch Brushy Fork, Little Siota River und Little Sciota River.
Das Wasser des Flusses wurde in der Vergangenheit durch Kreosot stark verschmutzt. Als Verursacher gilt ein in Flussnähe angesiedeltes Unternehmen, das Holzschutzmittel herstellte. Im Jahr 2002 begann ein groß angelegtes Projekt zur Reinigung des kontaminierten Firmengeländes sowie eines 2 Kilometer langen Flussabschnitts.